# Partit Popular Eslovè
El Partit Popular Eslovè (eslovè: Slovenska ljudska stranka) és un partit polític d'Eslovènia. El seu cap és Bojan Šrot. Va ser fundat el 1988 sota el nom de la Lliga Agrícola Eslovena (Slovenska Kmečka zveza) com a primer partit democràtic d'Eslovènia, i la seva fundació marca l'inici del procés de democratització anomenat "Primavera Eslovena", que va continuar amb l'Afer JBTZ, la victòria de la coalició DEMOS a les primeres eleccions democràtiques de 1990 i la proclamació de la independència d'Eslovènia el 1991. El 1990 va canviar el nom a Lliga Agrícola Eslovena - Partit Popular i el 1992 va assumir el nom històric de Partit Popular Eslovè, a la qual també rep el dret legal a utilitzar aquest nom després de la històrica unificació amb la Democràcia Cristiana Eslovena de Lojze Peterle el 2000.
A les eleccions legislatives de 3 d'octubre de 2004, el partit va obtenir el 6,8% dels vots popualrs i 7 dels 90 escons. A les eleccions de 2008 va obtenir 5 escons en coalició amb el Partit dels Joves d'Eslovènia

## Resultats electorals

### Assemblea Nacional
| Any  | Líder           | Vots                | %                   | Escons  | +/– | Govern             |
| ---- | --------------- | ------------------- | ------------------- | ------- | --- | ------------------ |
| 1990 | Ivan Oman       | 135,808             | 12.55 (#4)          | 11 / 90 | Nou | Coalició           |
| 1992 | Marjan Podobnik | 103,300             | 8.69 (#5)           | 10 / 90 | 1   | Oposició           |
| 1996 | Marjan Podobnik | 207,186             | 19.38 (#2)          | 19 / 90 | 9   | Oposició 1996-1997 |
| 1996 | Marjan Podobnik | 207,186             | 19.38 (#2)          | 19 / 90 | 9   | Coalició 1997-2000 |
| 2000 | Franc Zagožen   | Coalició amb el SKD | Coalició amb el SKD | 9 / 90  | 10  | Coalició 2002-2004 |
| 2000 | Franc Zagožen   | Coalició amb el SKD | Coalició amb el SKD | 9 / 90  | 10  | Oposició 2004      |
| 2004 | Janez Podobnik  | 66,032              | 6.82 (#5)           | 7 / 90  | 2   | Coalició           |
| 2008 | Bojan Šrot      | Coalició amb el SMS | Coalició amb el SMS | 5 / 90  | 2   | Oposició           |
| 2011 | Radovan Žerjav  | 75,311              | 6.83 (#6)           | 6 / 90  | 1   | Coalició 2011-13   |
| 2011 | Radovan Žerjav  | 75,311              | 6.83 (#6)           | 6 / 90  | 1   | Oposició 2013-14   |
| 2014 | Franc Bogovič   | 34,548              | 3.95 (#8)           | 0 / 90  | 6   | Extraparlamentari  |
| 2018 | Marjan Podobnik | 23,329              | 2.62 (#10)          | 0 / 90  | =   | Extraparlamentari  |
| 2022 | Marjan Podobnik | Coalició amb el PoS | Coalició amb el PoS | 0 / 90  | =   | Extraparlamentari  |

### Parlament Europeu
| Any  | Vots                                  | %                                     | Escons | +/– |
| ---- | ------------------------------------- | ------------------------------------- | ------ | --- |
| 2004 | 36,662                                | 8.4 (#5)                              | 0 / 7  |     |
| 2009 | 16,602                                | 3.6 (#7)                              | 0 / 8  | =   |
| 2014 | Coalició amb Nova Eslovènia           | Coalició amb Nova Eslovènia           | 1 / 8  | 1   |
| 2019 | Coalició amb Partit Democràtic Eslovè | Coalició amb Partit Democràtic Eslovè | 1 / 8  | =   |
| 2024 | 48,343                                | 7.2 (#6)                              | 0 / 9  | 1   |